# Only One (보아의 음반)
Only One은 대한민국의 가수 보아의 일곱 번째 한국 정규 앨범이다. 앨범의 타이틀곡은 보아가 직접 작곡, 작사한 "Only One"이다. Only One은 2012년 7월 25일 KMP홀딩스를 통해 발매되었고, 이에 앞서 온라인을 통해 22일 발매되었다.

## 작업 및 발매
보아는 《K팝 스타》가 끝날 때쯤 앨범 작업을 시작했고 앨범 작업 초반부터 그동안 해왔던 여전사 이미지는 버린다고 밝혔다. 보아는 일렉트로닉 댄스 음악보다 미디엄 템포 곡을 더 추구했고, 그 결과 타이틀곡은 미디엄 템포곡으로 선정되었다. 하지만 보아는 타이틀곡만 그럴뿐이지 앨범 전체적으로 보면 댄스, 발라드, 소울 등 다양한 장르를 담았다고 말했다. 앨범의 첫 수록곡이자 타이틀곡 "Only one"은 보아가 직접 작사, 작곡한 노래이다. 원래 이 노래는 그냥 수록곡 정도로 생각하고 있었지만, 이수만이 타이틀곡으로 선정하자고 해 타이틀곡으로 선정되었다. "Only one"의 가사는 멀어지는 연인에 대한 내용으로, 보아가 가사쓸 때 소설 쓰는 기분으로 썼다고한다. 보아는 《K팝 스타》의 출연자들을 심사하면서 안타깝기도 하고 대견하기도 했는데 팬들이 그런 마음으로 보지 않았을까라는 감정을 담은 노래가 두 번째 트랙 "The Shadow"이다.
보아는 2012년 6월부터 새 앨범을 발매한다는 소식을 전했고, 유아인과 함께 뮤직비디오를 촬영한다는 목격담들도 올라왔다. 7월 16일에는 보아가 직접 작곡, 작사한 노래 "Only One"을 타이틀곡으로 한 새 정규 앨범 Only One을 발매한다고 발표했다. 19일에는 유아인과 함께 촬영한 "Only One" 티저 영상을 공개했다.

## 구성
Only One은 정규 앨범 치고는 적은 7곡밖에 수록하지 않았는데, 앨범의 퀄리티를 떨어트리지 싶고 않아서 그랬다고 한다.

## 프로모션
SM 엔터테인먼트는 이번 앨범에 색다른 프로모션을 선보인다고 밝히며 2012년 7월 19일부터 음원 공개일자인 22일까지 SBS를 통해 다양한 시간대에 시보 광고를 방영한다고 발표했다. 7월 28일에는 Only One 컴백을 맞이해 SBS에서 데뷔부터 지금까지의 성장 모습을 담은 컴백쇼 《보아 4354》를 방영했다. 4354의 뜻은 보아가 《인기가요》에서 데뷔 한 이후 지금까지의 일수로, 보아는 이 프로그램에서 "Hurricane Venus", "My Name", "Girls On Top"을 포함한 몇몇 이전 히트곡과 유노윤호와 함께한 "Only One"을 포함한 앨범 수록곡들을 공연했다. 하루 뒤인 7월 29일 보아는 《인기가요》에서 "The Shadow"와 샤이니의 태민과 함께 "Only One"을 부르며 컴백을 했다. 보아는 이 날 무대에서 립싱크 공연을 해 논란이 일었는데, 보아는 "이 춤을 추면서 라이브를 기대하는 것 자체가 욕심이다. 사람이 할 수 없는 일인 것 같다"며 라이브 버전과 립싱크 버전으로 나눠 활동한다고 밝혔다. 하지만 모든 공연은 라이브 버전으로 활동을 마무리했다. 8월 4일 《음악중심》에서는 슈퍼주니어의 은혁과 함께 "Only One" 무대를 섰다.

## 평가
Only One은 평론가들로부터 대체적으로 좋은 평가를 받았다. 《이즘》의 황선업은 "보아의 커리어 속에서 "인간 보아"의 자아를 찾기란 쉽지 않았다. 신작은 그 점에서 주목할 만한 결과물이다. 처음으로 이루어진 각종 콘셉트와 노래 속 캐릭터에 묻혀있던 '인간 보아'의 발굴 복원 작업이기 때문이다. 비디오에서의 목표가 완벽한 시각적 만족이라면, 오디오 측면에서는 오래도록 들을 수 있는 감상의 기반을 마련하는 모습이다"고 리뷰하며 긍정적인 평가를 했다. 《MK 뉴스》는 보아가 여전사 아마조네스를 버리고 말랑말랑해졌다고 표현하며 "저음부터 고음까지 폭넓게 넘나드는 음역, 발라드에도 특유의 파워를 싣는 과감한 비트, 유려한 보아의 보이스 컨트롤은 여전하다"라고 말했다.

## (7집) 활동 목록
| 방영 일자                                    | 프로그램                                     | 비고                                                                                                  |
| -------------------------------------------- | -------------------------------------------- | --- |
| 2012년 7월 28일 (7월 23일 녹화)              | SBS 컴백쇼 - BoA 4354                        | Only One, The Shadow, Girls On Top, My name, No.1, Not Over U, Hurricane Venus, Mayday! Mayday!, 나무 |
| 2012년 7월 29일                              | SBS 인기가요                                 | 컴백스페셜 Only One + The Shadow                                                                      |
| 2012년 8월 2일                               | Mnet 와이드 연예뉴스                         | |
| 2012년 8월 2일                               | Mnet M Countdown                             | 컴백스페셜 Only One + The Shadow                                                                      |
| 2012년 8월 4일                               | MBC 쇼! 음악중심                             | 컴백무대                                                                                              |
| 2012년 8월 5일 (7월 29일 녹화)               | SBS 인기가요                                 | |
| 2012년 8월 8일                               | SBS 라디오 최화정의 파워타임                 | |
| 2012년 8월 8일                               | KBS 라디오 홍진경의 2시                      | |
| 2012년 8월 10일                              | KBS 뮤직뱅크                                 | 컴백무대                                                                                              |
| 2012년 8월 10일 (8월 8일 녹음)               | SBS 라디오 박소현의 러브게임                 | |
| 2012년 8월 11일                              | MBC 쇼! 음악중심                             | |
| 2012년 8월 12일                              | SBS 인기가요                                 | |
| 2012년 8월 12일 (8월 10일 녹음)              | KBS 라디오 유인나의 볼륨을 높여요            | |
| 2012년 8월 14일                              | MBC MUSIC 쇼챔피언                           | 컴백무대, 챔피언송(1위)                                                                               |
| 2012년 8월 17일                              | KBS 뮤직뱅크                                 | |
| 2012년 8월 18일 (8월 13일 녹화)              | MBC 쇼! 음악중심                             | 속초 야외무대                                                                                         |
| 2012년 8월 19일                              | SBS 인기가요                                 | |
| 2012년 8월 23일                              | MBC 라디오 주영훈의 2시의 데이트             | |
| 2012년 8월 24일                              | KBS 뮤직뱅크                                 | |
| 2012년 8월 24일 (7월 31일 녹화)              | KBS 유희열의 스케치북                        | Only One, The Shadow, Girls On Top, My name, No.1                                                     |
| 2012년 8월 25일                              | MBC 쇼! 음악중심                             | 본방 후, 12주년 미니 팬미팅                                                                           |
| 2012년 8월 26일                              | SBS 인기가요                                 | |
| 2012년 8월 26일 (8월 7일 녹화)               | SBS 정재형, 이효리의 유앤아이                | Only One, The Shadow, 옆사람, No.1, Valenti                                                           |
| 2012년 8월 28일                              | MBC 라디오 윤하의 별이 빛나는 밤에           | |
| 2012년 8월 31일 (8월 29일 녹화)              | KBS 뮤직뱅크                                 | 《인천공항 스카이 페스티벌》                                                                          |
| 2012년 9월 1일                               | MBC 쇼! 음악중심                             | |
| 2012년 9월 4일 (8월 28일 녹화)               | MBC 아름다운콘서트                           | Only One, Not Over U, Love The Way You Lie (part.2)                                                   |
| 2012년 9월 6일                               | Vogue Fashion Night Out                      | 신세계백화점 본점                                                                                     |
| 2012년 9월 8일 (9월 19일 KBS 방송)           | K-POP Nature+ 콘서트                         | 제주국제컨벤션센터                                                                                    |
| 2012년 9월 9일 (10월 4일 SBS 방송)           | 2012 인천한류관광콘서트                      | |
| 2012년 10월 9일                              | 국민작곡가 박시춘 탄생 100주년 헌정음악회    | Only One, 굳세어라 금순아 서울 올림픽공원 올림픽홀                                                    |
| 2012년 10월 13일 (10월 23일 Arirang TV 방송) | 2018평창동계올림픽 성공개최 기원 KPOP 콘서트 | Only One, The Shadow 강릉종합경기장                                                                   |
| 2012년 10월 17일                             | PYL 오토 런웨이 쇼                           | 서초 센트럴시티 밀레니엄 홀                                                                           |
| 2012년 11월 3일                              | 롯데 패밀리 콘서트                           | Only One, The Shadow, My name, Hurricane Venus, No.1 서울 올림픽공원 체조경기장                       |

## 트랙 리스트
| CD   | CD                                                       | CD | CD | CD       |
| 트랙 | 수록곡                                                   | 작사·작곡·편곡 | 작사·작곡·편곡 | 길이     |
| ---- | -------------------------------------------------------- | --- | --- | -------- |
| 01   | Only One                                                 | 작사·작곡 : 보아 / 편곡 : 김태성 , 김용신                                                                                 | 작사·작곡 : 보아 / 편곡 : 김태성 , 김용신                                                                                 | 3분 37초 |
| 02   | The Shadow                                               | 작사 : 보아 / 작곡 : Various Artists / 편곡 : Various Artists                                                             | 작사 : 보아 / 작곡 : Various Artists / 편곡 : Various Artists                                                             | 3분 20초 |
| 03   | 네모난 바퀴 (Hope)                                       | 작사 : 홍지유 / 작곡 : 김태성 , T-SK , Liv Nervo , Mim Nervo / 편곡 : 김태성 , T-SK , Liv Nervo , Mim Nervo               | 작사 : 홍지유 / 작곡 : 김태성 , T-SK , Liv Nervo , Mim Nervo / 편곡 : 김태성 , T-SK , Liv Nervo , Mim Nervo               | 4분 35초 |
| 04   | Not Over U                                               | 작사 : 이효민 (Jam Factory) / 작곡 : 김태성 , T-SK , Liv Nervo , Mim Nervo / 편곡 : 김태성 , T-SK , Liv Nervo , Mim Nervo | 작사 : 이효민 (Jam Factory) / 작곡 : 김태성 , T-SK , Liv Nervo , Mim Nervo / 편곡 : 김태성 , T-SK , Liv Nervo , Mim Nervo | 3분 42초 |
| 05   | The Top                                                  | 작사 Misfit / 작곡 Stuart Crichton , Karen Poole 편곡 Stuart Crichton , Karen Poole                                       | 작사 Misfit / 작곡 Stuart Crichton , Karen Poole 편곡 Stuart Crichton , Karen Poole                                       | 2분 36초 |
| 06   | Mayday! Mayday! (너에게 닿기를 간절히 외치다)            | 작사 : 조윤경 / 작곡 : Tommy Lee James , Alex Geringas , Heroism / 편곡 : Tommy Lee James , Alex Geringas , Heroism       | 작사 : 조윤경 / 작곡 : Tommy Lee James , Alex Geringas , Heroism / 편곡 : Tommy Lee James , Alex Geringas , Heroism       | 3분 39초 |
| 07   | One Dream (Feat. Henry of Super Junior-M, Key of SHINee) | 작사 : 팔로알토 (Paloalto) / 작곡 : Various Artists , Lyrica Anderson , Marty James / 편곡 : Various Artists              | 작사 : 팔로알토 (Paloalto) / 작곡 : Various Artists , Lyrica Anderson , Marty James / 편곡 : Various Artists              | 2분 28초 |
| 08   | Only One (Inst.)                                         | 작곡 : 보아 / 편곡 : 김태성 , 김용신                                                                                      | 작곡 : 보아 / 편곡 : 김태성 , 김용신                                                                                      | 3분 37초 |
| 09   | The Shadow (Inst.)                                       | 작곡 : Various Artists / 편곡 : Various Artists                                                                           | 작곡 : Various Artists / 편곡 : Various Artists                                                                           | 3분 20초 |

## 차트

### 음반 차트
| 차트                | 최고 순위 |
| ------------------- | --------- |
| 한국 가온 앨범 차트 | 2         |

### 노래 차트
| "Only One"                                      | 2  | 3  |
| "The Shadow"                                    | 77 | 68 |
| "Mayday! Mayday! (너에게 닿기를 간절히 외치다)" | 90 | 64 |
| "네모난 바퀴 (Hope)"                            | 92 | ―  |